# Miguel de Paz Plá
Miguel de Paz Plá (nacido el 31 de enero de 1961 en Tarrasa, Cataluña) es un exjugador de hockey sobre hierba español. Su logro más importante fue una medalla de plata en los juegos olímpicos de Moscú 1980 con la selección de España. 

## Participaciones en Juegos Olímpicos
- Moscú 1980, plata.
- Los Ángeles 1984, 8.
- Seúl 1988, 9.